# Serra del Peredol
La Serra del Peredol és una serra situada entre els municipis d'Anglès i d'Osor a la comarca de la Selva, amb una elevació màxima de 751 metres.